# Astrocaryum mexicanum
Astrocaryum mexicanum är en enhjärtbladig växtart som beskrevs av Frederik Michael Liebmann och Carl Friedrich Philipp von Martius. Astrocaryum mexicanum ingår i släktet Astrocaryum och familjen Arecaceae. Inga underarter finns listade i Catalogue of Life.

## Bildgalleri

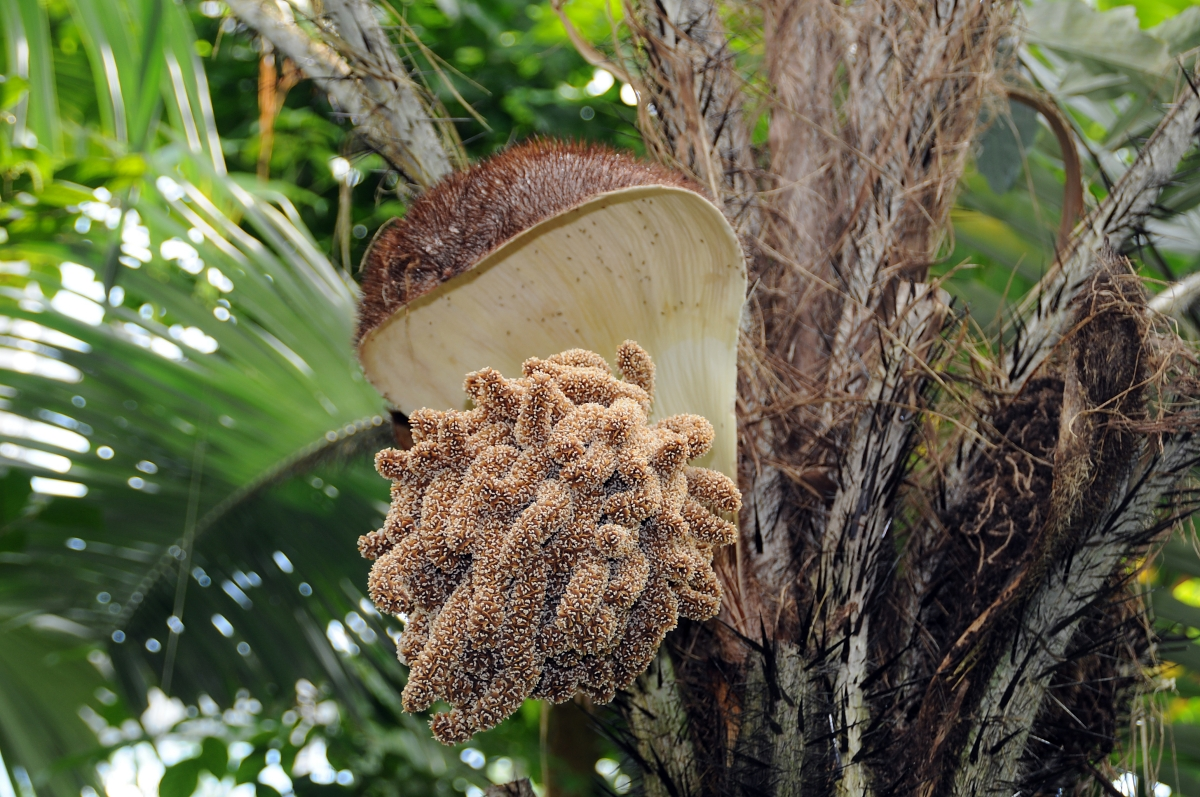